# Люксембург (град)
Вижте пояснителната страница за други значения на Люксембург.
Люксембург (на люксембургски: Lëtzebuerg – Лецебург; на френски: Luxembourg; на немски: Luxemburg) е столица на Великото Херцогство Люксембург. Административен център е на Люксембургски окръг и Люксембургски кантон. Обособен е в самостоятелна градска община с площ 51,24 км2.

## География
Люксембург е разположен в центъра на Западна Европа, на около 188 км от Брюксел, 289 км от Париж и 190 км от Кьолн.

## История
За пръв път селището е споменато в писмен източник през 963 година. Градски права получава през 1244 година. Има запазени до днес архитектурни паметници и сгради в романски, готически, ренесансов и бароков стил.

## Население
Към 2010 г. общността на Люксембург наброява около 92 хил. жители, а заедно с околностите – около 104 хил.
Етнически състав:
- люксембургци – 41,58 %
- чужденци – 58,42 %
  - португалци – 14 518 души
  - французи – 8818 души
  - италианци – 5650 души
  - белгийци – 3534 души
  - германци – 2753 души
  - британци – 1794 души
  - испанци – 1490 души
  - шведи – 870 души

Демографско развитие:

## Други
Люксембург е един от най-богатите градове в света, развит в областта на банковото и административното дело. Градът е седалище на няколко институции на Европейския съюз, сред които: Европейският съд, Европейската сметна палата и Европейската инвестиционна банка.

## Личности
Родени
- Робер Шуман (1886 – 1963), френски политик
- Херман фон Франсоа – немски генерал
- Алфред фон Кеслер – немски генерал
- Ане Кремер – люксембургска тенисистка
- Джеф Щрасер – люксембургски футболист, национал
- Гастон Торн – люксембургски политик

## Побратимени градове
- Мец, Франция

## Фотогалерия
- Панорамна гледка
- Кметството
- Железопътната гара
- Сградата на филхармонията
- Cercle municipal